# Тасымов, Бахтияр Сардарбекович
Бахтияр Сардарбекович Тасымов (каз. Бахтияр Сардарбекұлы Тасымов; 5 мая 1950, Чирчик, Узбекская ССР — 13 марта 2020, Нур-Султан, Казахстан) — казахстанский государственный деятель, дипломат. Советник 1-го класса.

## Биография
Окончил Ташкентский государственный университет в 1976 году.
- 1976—1978: военный переводчик в Ираке
- 1978—1983: заведующий арабской редакции издательства «Мектеп»
- 1983—1986: референт при экономическом советнике посольства СССР в Йемене
- 1986—1991: Редактор арабского языка и литературы, заведующий арабской редакцией, старший редактор издательства «Мектеп»;
- 1991—1993: Доцент Казахского Государственного университета;
- 1993—1995: Первый секретарь, заведующий отделом Министерства иностранных дел Республики Казахстан;
- 1995—1997: Первый секретарь, советник Посольства Республики Казахстан в Египте;
- 1997—1999: Начальник отдела, советник Министерства иностранных дел Республики Казахстан;
- 1999—2003: Первый секретарь, советник Посольства Республики Казахстан в Саудовской Аравии;
- 2003—2004: Начальник отдела Министерства иностранных дел Республики Казахстан;
- 2004—2006: Советник Посольства Республики Казахстан в Кыргызстане;
- 2006—2008: Советник-посланник Посольства Республики Казахстан в Саудовской Аравии;
- 2008—2011: Чрезвычайный и Полномочный Посол Республики Казахстан в Арабской Республике Египет;
- 2008—2011: Чрезвычайный и Полномочный Посол Республики Казахстан в Сирийской Арабской Республике, Королевстве Марокко по совместительству;
- 2011—2012: Чрезвычайный и Полномочный Посол Республики Казахстан в Королевстве Саудовская Аравия;
- 2012—2013: Чрезвычайный и Полномочный Посол Республики Казахстан в Кувейте и Бахрейне.

Скончался 13 марта 2020 года, похоронен на Новом кладбище Астаны.

## Награды
- Орден короля Абдель-Азиза первой степени (2014)

## Труды
- «Самоучитель арабского языка» (1990),
- «Арабский язык: Учебник для 11-го класса» (1991, в соавт),
- «Букварь арабского языка» (1991),
- «Араб Tini: самоучитель» (2005),
- «Саудовская Аравия: эпоха созидания Короля Фахда Ибн Абдуль Азиза Аль-Сауда» (2008)